# Nexans
Nexans (Euronext: NEX) es un actor global en la industria de las líneas de cable con sede en París, Francia. El grupo está presente en cuatro áreas principales de actividad: edificios y regiones (edificios, infraestructura local, ciudades / redes inteligentes, movilidad eléctrica), alta tensión y proyectos (parques eólicos marinos, comunicaciones submarinas, alta tensión en tierra), telecomunicaciones y datos. (redes de telecomunicaciones, transmisión de datos, FTTX, cableado LAN, soluciones para centros de datos de gran escala), industria y soluciones (energías renovables, petróleo y gas, transporte por carretera, ferrocarril, aire y mar).